# Jalpapur
Jalpapur (nepalski: जल्पपुर) – gaun wikas samiti we wschodniej części Nepalu w strefie Kośi w dystrykcie Sunsari. Według nepalskiego spisu powszechnego z 2001 roku liczył on 1084 gospodarstw domowych i 5681 mieszkańców (2754 kobiet i 2927 mężczyzn).